# خانکه (عراق)
خانکه یک منطقهٔ مسکونی در عراق است که در شهرستان سمیل واقع شده‌است. اهالی آن از ایزدیان هستند.